# 古惑仔電影系列
古惑仔電影系列（英語：Young and Dangerous Film Series），是改編自香港漫畫家牛佬同名作品《古惑仔》、其下江湖漫畫作品，以及由部份角色人物外傳共用設定的黑幫電影系列。
從正傳首集《古惑仔之人在江湖》於1996年1月在香港上映，至今已上映了正傳6部、前傳1部和多部外傳。
正傳起用青春偶像演員鄭伊健、男子歌唱組合風火海（陳小春、朱永棠、謝天華）、林曉峰、錢嘉樂、吳鎮宇、張耀揚、黎姿及莫文蔚等，向來以足球評述員為主的林尚義更憑片中的電影原創角色林牧師為他得到多部電影客串機會。此電影系列红遍华语地区，掀起一股開拍黑幫電影的風潮，讓觀眾瞭解三合會的大概面貌，因而出現許多類似的黑幫電影。
2012年，正傳首集重製，由陳翊恆執導，林子善、梁競徽、羅子溢等領銜主演的新傳《古惑仔：江湖新秩序》於2013年1月10日在香港及澳門上映。
2015年1月，牛佬的和平出版有限公司，正式授出電影開拍權給予中國大陆「北京時代影響力」及台灣「盛會娛樂」聯合製作開拍電影。
2016年及2017年期間，即正傳首集上映的20年後，有多部未經官方授權的愛好者電影於互聯網影片分享網站及OTT平台上映。

## 系列電影

### 正傳
根據牛佬江湖漫畫《古惑仔》改編並由鄭伊健飾演陳浩南及陳小春飾演山雞所主演的故事

《古惑仔》主編在電影中客串「十二區揸FIT人」，紅圈者為倫裕國，白圈者為牛佬，中間為邱瑞新。

- 1996年 《古惑仔之人在江湖》Young and Dangerous（台譯：英雄不敗）
- 1996年 《古惑仔2之猛龍過江》Young and Dangerous II（台譯：英雄赤女）
- 1996年 《古惑仔3之隻手遮天》Young and Dangerous III
- 1997年 《97古惑仔4：戰無不勝》 Young and Dangerous IV
- 1998年 《98古惑仔5：龍爭虎鬥》Young and Dangerous V
- 2000年 《勝者為王》Born To Be King

正傳首四部故事均改編自漫畫主角陳浩南敵方角色的對應編章，第五和第六集是電影原創故事，最終故事以主角陳浩南在日本擊敗台灣三聯幫的雷復轟後，亦成為香港洪興話事人，山雞則帶領台灣三聯幫毒蛇堂及日本山口組，故事到此終結。

### 前傳
由謝霆鋒飾演陳浩南及李燦森飾演山雞所主演的故事，亦視為主角「陳浩南」少年時期的人物外傳，為配合電影劇情，牛佬開畫江湖漫畫《少年陳浩南》為跨媒體衍生作品
- 1998年 《新古惑仔之少年激鬥篇》Young and Dangerous: The Prequel（謝霆鋒、吳鎮宇主演）

### 人物外傳
以「古惑仔」電影正傳的電影宇宙所延伸的衍生作品：
影射正傳反派角色「𡃁坤」的人物外傳，由於未經原著作者牛佬官方授權，「𡃁坤」一角化名為「叻君」，配以惡搞和黑色幽默風格：
- 1996年 《旺角揸Fit人》Once Upon A Time In Triad Society（吳鎮宇、林尚義、蘇志威、丁子峻、李麗珍主演）又名：《古惑仔之靚坤正傳》（台譯：英雄赤女2之當今霸主）
- 1996年 《去吧！揸Fit人兵團》Once Upon A Time In Triad Society 2（吳鎮宇、張耀揚、張達明、蔡少芬主演）又名：《古惑仔之洪興揸Fit人》 (台譯：找碴暴力團)

描寫角色「十三妹」愛情親情觀的人物外傳：
- 1998年 《古惑仔情義篇之洪興十三妹》Portland Street Blues（吳君如、方中信、楊恭如、舒淇主演），吳君如憑「十三妹」一角獲第18屆香港電影金像獎最佳女主角

以角色「十三妹」相同名稱及新故事的姊妹作：
- 2001年 《欲望之城》City of Desire（吳君如、方中信、黄秋生主演），同由吳君如飾演「十三妹」並採用新故事線和世界觀的姊妹作，故事側重1999年主權移交後的澳門

描寫角色「大飛」家庭觀的人物外傳：
- 1999年 《古惑仔激情篇洪興大飛哥》The Legendary Tai Fei（黄秋生、麥家琪主演）

描寫角色「山雞」愛情觀的人物外傳：
- 2000年 《友情歲月之山雞故事》Those Were the Days（台譯：燃情歲月）（陳小春、梁詠琪主演）

### 重啟新傳
根據古惑仔漫畫改編並由羅子溢飾演陳浩南及梁競徽飾演山雞所主演的重啟新傳
- 2013年《古惑仔：江湖新秩序》Young and Dangerous: Reloaded

### 其他官方授權
牛佬同名江湖漫畫《洪興仔》改編，為「古惑仔電影宇宙」洪興社「大佬B」和東星社等角色時空設定的平行宇宙：
- 1996年《洪興仔之江湖大風暴》War of the Under world（梁朝偉、陳小春、李若彤主演）

牛佬同名江湖漫畫《龍盤虎踞砵蘭街》、《紅燈區》改編，同由鄧衍成執導，以夜場之間鬥爭的商戰及江湖片：
- 1996年《龍虎砵蘭街》Street of Fury（古天樂、謝天華、黎姿、麥家琪主演）
- 1996年《紅燈區》Street Angels（陶大宇、任達華、邱淑貞、舒淇、周嘉玲主演）

牛佬同名江湖漫畫《古惑女》改編：
- 1996年《古惑女之決戰江湖》Sexy and Dangerous（李麗珍、陳妙瑛、麥家琪、吳鎮宇、唐文龍、莫文蔚主演）
- 2000年《古惑女2》Sexy and Dangerous 2（何超儀、楊恭如、洪雪盈、唐文龍主演）中國大陸譯名：《古惑女2之飛車死黨》

### 非官方授權愛好者電影
未經原著作者牛佬官方授權的愛好者電影和中国大陆网络电影，部分正傳演員如梁焯滿、吳志雄（演「大佬B」）、朱永棠（演「巢皮」）、陳惠敏（演「駱駝」）、尹揚明（演「韓賓」）以原來角色參與演出，同屬洪興社和東星社等角色的時空設定，被視為「古惑仔電影宇宙」中的一個平行宇宙。
- 2016年《友情歲月》（吳志雄、梁焯滿、梁山山主演）
- 2016年《城南往事之扛把子》（梁焯滿、吳志雄、陳惠敏、於洪林、魯諾 主演）
- 2017年《古惑往事之龍虎鬥》（梁焯滿、吳志雄、朱永棠、陳惠敏、趙昕彤、魯諾 主演）
- 2017年《江湖之社團風暴》（梁焯滿（自編自導）、吳志雄、顏仟汶、梁敏儀、林雅詩 主演）
- 2017年《開心鬼大戰古惑仔》（前稱：《古惑仔之人鬼江湖》）以惡搞香港電影系列《開心鬼》和周星馳無厘頭喜劇致敬的Cult電影（朱永棠、尹揚明、黃一飛、駱應鈞、徐少強主演）
- 2017年《少年陈浩南》（赵世博、金琦、陶小周、陈建华、王国良主演）

原著作者的版權聲明
原著作者牛佬於2016年11月8日第1974期《古惑仔》刊登聲明曰：「對於近日出現有關電影《古惑仔之人鬼江湖》之消息，本公司在此聲明，該電影並沒有獲得本公司任何授權，故與本公司與《古惑仔》之一切內容無關，本公司亦保留一切法律追討之權利。」

## 正傳及新傳簡介
「正傳」由鄭伊健飾演陳浩南六部及「新傳」由羅子溢飾演陳浩南的一部。
（上映時間以英屬香港或香港為準）
| 片名                | 上映日期      | 片長     | 製作人員   | 製作人員 | 備注 |
| 片名                | 上映日期      | 片長     | 監製       | 導演     | 備注 |
| ------------------- | ------------- | -------- | ---------- | -------- | --- |
| 古惑仔之人在江湖    | 1996年1月26日 | 99 分鐘  | 文雋       | 劉偉強   | 系列一的首部 |
| 古惑仔2之猛龍過江   | 1996年3月30日 | 99 分鐘  | 文雋       | 劉偉強   | 系列一的第二部 部分內容交待前一部作品山雞回港協助陳浩南對抗的緣由                                                                                             |
| 古惑仔3之隻手遮天   | 1996年6月29日 | 98 分鐘  | 文雋       | 劉偉強   | 系列一的第三部 |
| 97古惑仔4：戰無不勝 | 1997年3月28日 | 105 分鐘 | 文雋       | 劉偉強   | 系列一的第四部 |
| 98古惑仔5：龍爭虎鬥 | 1998年1月22日 | 114分鐘  | 文雋       | 劉偉強   | 系列一的第五部 香港主權移交後第一部《古惑仔》的系列電影 唯一一部在農曆新年賀歲片檔期上映的《古惑仔》系列的電影 陳小春、莫文蔚、林尚義並無參演，但加入了錢嘉樂 |
| 勝者為王            | 2000年7月21日 | 117 分鐘 | 文雋       | 劉偉強   | 系列一的第六部 大部分場景設置台灣在 拍攝時正值2000年台灣總統大選。                                                                                            |
| 古惑仔：江湖新秩序  | 2013年1月10日 | 117 分鐘 | 文雋、王晶 | 陳翊恆   | 重啟系列一的第一集，與系列一並無關係 由羅子溢飾演陳浩南 |

### 每輯重點
| 片名               | 主要演員                                                      | 劇情大要 | 反派                                       |
| ------------------ | ------------------------------------------------------------- | --- | ------------------------------------------ |
| 古惑仔之人在江湖   | 鄭伊健、陳小春、黎姿、吳志雄、 謝天華、林曉峰、吳鎮宇         | 𡃁坤罷黜了蔣天生，謀殺了B老大全家，獨掌洪興社，浩南等人復仇成功，設局讓𡃁坤被警員殺死。 | 洪興社𡃁坤（吳鎮宇）                       |
| 古惑仔2之猛龍過江  | 鄭伊健、陳小春、邱淑貞、黎姿、 謝天華、林曉峰、黃秋生、任達華 | 山雞到台灣發展，卻遭到丁瑤陷害，終於獲得澄清，浩南與大飛競爭B老大的遺缺，洪興社銅鑼灣堂主的位置。最後大飛認為浩南為人正直，願意讓賢。 | 三聯幫丁瑤（邱淑貞）                       |
| 古惑仔3之隻手遮天  | 鄭伊健、陳小春、黎姿、陳惠敏 吳志雄、莫文蔚、張耀揚           | 東星雙虎殺死了洪興社的蔣天生、東星社的駱駝，又姦殺了浩南的未婚妻蘇阿細，試圖一統江湖。浩南等人與警方、台灣三聯幫合作，揭穿了東星雙虎，得報大仇。                                                                                         | 東星雙虎：烏鴉（張耀揚）、笑面虎（吳志雄） |
| 97古惑仔之戰無不勝 | 鄭伊健、陳小春、李嘉欣、萬梓良 張耀揚、尹揚明、陳志輝         | 蔣天生之弟蔣天養繼任洪興社龍頭老大，東星社的雷耀揚殺死了洪興社屯門堂主恐龍，扶植生番擔任新的堂主，並陷害競爭對手山雞，最後計謀被林淑芬識破，山雞當上屯門堂主。而與雷耀揚勾結的洪興社北角堂主黎胖子亦遭到蔣天養流放，以大飛繼任北角堂主。 | 東星社雷耀揚（張耀揚）                     |
| 98古惑仔之龍爭虎鬥 | 鄭伊健、錢嘉樂、鄭浩南、黃秋生 舒淇、秦沛、朱永棠             | 東星社的司徒浩南意圖染指銅鑼灣，對陳浩南百般攻擊，最後陳浩南得勝，並宣示銅鑼灣只有一個「浩南」。 | 東星社司徒浩南（鄭浩南）                   |
| 勝者為王           | 鄭伊健、錢嘉樂、何潤東、千葉真一 舒淇、陳小春、安雅           | 台灣三聯幫因幫主雷功死去，其子雷復轟為求權力穩固，與日本山田組的草刈朗一起陷害山雞，山雞歷經磨難，終於沈冤得雪。 | 三聯幫雷復轟（何潤東）、草刈朗（張耀揚）   |
| 古惑仔：江湖新秩序 | 羅子溢、梁競徽、沈震軒、黃貫中 林子善、伍允龍、何浩文         | 殺害𡃁坤並揭發其罪行，以報老大、蔣天生被殺之仇 | 洪興社𡃁坤（沈震軒）                       |

### 演員
| 演員     | 角色                  | 正傳             | 正傳              | 正傳              | 正傳               | 正傳               | 正傳     | 前/外傳              | 前/外傳                  | 前/外傳            | 前/外傳                | 新傳               |
| 演員     | 角色                  | 古惑仔之人在江湖 | 古惑仔2之猛龍過江 | 古惑仔3之隻手遮天 | 97古惑仔之戰無不勝 | 98古惑仔之龍爭虎鬥 | 勝者為王 | 新古惑仔之少年激鬥篇 | 古惑仔情義篇之洪興十三妹 | 友情歲月之山雞故事 | 古惑仔激情篇洪興大飛哥 | 古惑仔：江湖新秩序 |
| -------- | --------------------- | ---------------- | ----------------- | ----------------- | ------------------ | ------------------ | -------- | -------------------- | ------------------------ | ------------------ | ---------------------- | ------------------ |
| 鄭伊健   | 陳浩南                |                  |                   |                   |                    |                    |          |                      |                          |                    |                        | 不適用             |
| 謝霆鋒   | 陳浩南                |                  |                   |                   |                    |                    |          |                      |                          |                    |                        | 不適用             |
| 羅子溢   | 陳浩南                | 不適用           | 不適用            | 不適用            | 不適用             | 不適用             | 不適用   | 不適用               | 不適用                   | 不適用             | 不適用                 |                    |
| 陳小春   | 趙山河（山雞）        |                  |                   |                   |                    |                    |          |                      |                          |                    |                        | 不適用             |
| 宋本中   | 趙山河（山雞）        |                  |                   |                   |                    |                    |          |                      |                          |                    |                        | 不適用             |
| 李燦森   | 趙山河（山雞）        |                  |                   |                   |                    |                    |          |                      |                          |                    |                        | 不適用             |
| 梁競徽   | 趙山河（山雞）        | 不適用           | 不適用            | 不適用            | 不適用             | 不適用             | 不適用   | 不適用               | 不適用                   | 不適用             | 不適用                 |                    |
| 謝天華   | Michael               |                  |                   |                   |                    |                    |          |                      |                          |                    |                        | 不適用             |
| 謝天華   | 梁二（大天二）        |                  |                   |                   |                    |                    |          |                      |                          |                    |                        | 不適用             |
| 何浩文   | 不適用                | 不適用           | 不適用            | 不適用            | 不適用             | 不適用             | 不適用   | 不適用               | 不適用                   | 不適用             |                        |                    |
| 林曉峰   | 包達二（包皮）        |                  |                   |                   |                    |                    |          |                      |                          |                    |                        | 不適用             |
| 余家豪   | 包達二（包皮）        |                  |                   |                   |                    |                    |          |                      |                          |                    |                        | 不適用             |
| 林子善   | 包達二（包皮）        | 不適用           | 不適用            | 不適用            | 不適用             | 不適用             | 不適用   | 不適用               | 不適用                   | 不適用             | 不適用                 |                    |
| 林子善   | 善仔                  |                  |                   |                   |                    |                    |          |                      |                          |                    |                        | 不適用             |
| 朱永棠   | 蕉皮                  |                  |                   |                   |                    |                    |          |                      |                          |                    |                        | 不適用             |
| 朱永棠   | 殺手                  |                  |                   |                   |                    |                    |          |                      |                          |                    |                        | 不適用             |
| 朱永棠   | 包達明（巢皮）        |                  |                   |                   |                    |                    |          |                      |                          |                    |                        | 不適用             |
| 袁偉豪   |                       |                  |                   |                   |                    |                    |          |                      |                          |                    |                        | 不適用             |
| 錢嘉樂   | 楊添（大頭仔）        |                  |                   |                   |                    |                    |          |                      |                          |                    |                        | 不適用             |
| 吳彥祖   | 楊添（大頭仔）        |                  |                   |                   |                    |                    |          |                      |                          |                    |                        | 不適用             |
| 伍允龍   | 楊添（大頭仔）        | 不適用           | 不適用            | 不適用            | 不適用             | 不適用             | 不適用   | 不適用               | 不適用                   | 不適用             | 不適用                 |                    |
| 黎姿     | 端木若愚              |                  |                   |                   |                    |                    |          |                      |                          |                    |                        | 不適用             |
| 黎姿     | 蘇阿細                |                  |                   |                   |                    |                    |          |                      |                          |                    |                        | 不適用             |
| 童菲     | 不適用                | 不適用           | 不適用            | 不適用            | 不適用             | 不適用             | 不適用   | 不適用               | 不適用                   | 不適用             |                        |                    |
| 舒淇     | 鄧美玲                |                  |                   |                   |                    |                    |          |                      |                          |                    |                        | 不適用             |
| 舒淇     | 阿菲                  |                  |                   |                   |                    |                    |          |                      |                          |                    |                        | 不適用             |
| 舒淇     | 刀疤淇                |                  |                   |                   |                    |                    |          |                      |                          |                    |                        | 不適用             |
| 譚小環   | KK                    |                  |                   |                   |                    |                    |          |                      |                          |                    |                        | 不適用             |
| 張文慈   | KK                    |                  |                   |                   |                    |                    |          |                      |                          |                    |                        | 不適用             |
| 李嘉欣   | 欣欣                  |                  |                   |                   |                    |                    |          |                      |                          |                    |                        | 不適用             |
| 莫文蔚   | 林淑芬                |                  |                   |                   |                    |                    |          |                      |                          |                    |                        | 不適用             |
| 莊思敏   | 林淑芬                | 不適用           | 不適用            | 不適用            | 不適用             | 不適用             | 不適用   | 不適用               | 不適用                   | 不適用             | 不適用                 |                    |
| 吳鎮宇   | 李乾坤/譚 坤（0靚坤） |                  |                   |                   |                    |                    |          |                      |                          |                    |                        | 不適用             |
| 沈震軒   | 李乾坤/譚 坤（0靚坤） | 不適用           | 不適用            | 不適用            | 不適用             | 不適用             | 不適用   | 不適用               | 不適用                   | 不適用             | 不適用                 |                    |
| 吳志雄   | 吳志偉（笑面虎）      |                  |                   |                   |                    |                    |          |                      |                          |                    |                        | 不適用             |
| 吳志雄   | 鄧智勇（大佬B）       |                  |                   |                   |                    |                    |          |                      |                          |                    |                        | 不適用             |
| 黃貫中   | 不適用                | 不適用           | 不適用            | 不適用            | 不適用             | 不適用             | 不適用   | 不適用               | 不適用                   | 不適用             |                        |                    |
| 李道瑜   | 陳耀                  |                  |                   |                   |                    |                    |          |                      |                          |                    |                        | 不適用             |
| 潘源良   | 陳耀                  | 不適用           | 不適用            | 不適用            | 不適用             | 不適用             | 不適用   | 不適用               | 不適用                   | 不適用             | 不適用                 |                    |
| 任達華   | 蔣天生                |                  |                   |                   |                    |                    |          |                      |                          |                    |                        | 不適用             |
| 單立文   | 蔣天生                | 不適用           | 不適用            | 不適用            | 不適用             | 不適用             | 不適用   | 不適用               | 不適用                   | 不適用             | 不適用                 |                    |
| 萬梓良   | 蔣天養                |                  |                   |                   |                    |                    |          |                      |                          |                    |                        |                    |
| 黃秋生   | 徐飛鴻（大飛）        |                  |                   |                   |                    |                    |          |                      |                          |                    |                        | 不適用             |
| 尹揚明   | 韓賓                  |                  |                   |                   |                    |                    |          |                      |                          |                    |                        |                    |
| 吳君如   | 十三妹                |                  |                   |                   |                    |                    |          |                      |                          |                    |                        |                    |
| 何韻詩   | 十三妹                | 不適用           | 不適用            | 不適用            | 不適用             | 不適用             | 不適用   | 不適用               | 不適用                   | 不適用             | 不適用                 |                    |
| 盧惠光   | 甘子泰（太子）        |                  |                   |                   |                    |                    |          |                      |                          |                    |                        | 不適用             |
| 洪天明   | 甘子泰（太子）        | 不適用           | 不適用            | 不適用            | 不適用             | 不適用             | 不適用   | 不適用               | 不適用                   | 不適用             | 不適用                 |                    |
| 林偉亮   | 韓龍（恐龍）          |                  |                   |                   |                    |                    |          |                      |                          |                    |                        | 不適用             |
| 陳志輝   | 生蕃                  |                  |                   |                   |                    |                    |          |                      |                          |                    |                        | 不適用             |
| 梁焯滿   | 梁家滿（生嘢）        |                  |                   |                   |                    |                    |          |                      |                          |                    |                        | 不適用             |
| 梁焯滿   | 肥屍                  |                  |                   |                   |                    |                    |          |                      |                          |                    |                        | 不適用             |
| 梁焯滿   | 忠仔                  |                  |                   |                   |                    |                    |          |                      |                          |                    |                        | 不適用             |
| 林尚義   | 林牧師                |                  |                   |                   |                    |                    |          |                      |                          |                    |                        | 不適用             |
| 黃興桂   | 林牧師                | 不適用           | 不適用            | 不適用            | 不適用             | 不適用             | 不適用   | 不適用               | 不適用                   | 不適用             | 不適用                 |                    |
| 元彬     | 牛雄                  |                  |                   |                   |                    |                    |          |                      |                          |                    |                        | 不適用             |
| 李兆基   | 基哥                  |                  |                   |                   |                    |                    |          |                      |                          |                    |                        | 不適用             |
| 南燕     | 肥佬黎                |                  |                   |                   |                    |                    |          |                      |                          |                    |                        | 不適用             |
| 林盛斌   | 肥佬黎                | 不適用           | 不適用            | 不適用            | 不適用             | 不適用             | 不適用   | 不適用               | 不適用                   | 不適用             | 不適用                 |                    |
| 牛佬     |                       |                  |                   |                   |                    |                    |          |                      |                          |                    |                        |                    |
| 蔡業信   | 信哥                  |                  |                   |                   |                    |                    |          |                      |                          |                    |                        | 不適用             |
| 李力持   | 簡頂池                |                  |                   |                   |                    |                    |          |                      |                          |                    |                        | 不適用             |
| 羅蘭     | 龍婆                  |                  |                   |                   |                    |                    |          |                      |                          |                    |                        | 不適用             |
| 程小龍   | 小龍                  |                  |                   |                   |                    |                    |          |                      |                          |                    |                        | 不適用             |
| 邱淑貞   | 丁瑤                  |                  |                   |                   |                    |                    |          |                      |                          |                    |                        | 不適用             |
| 雷震     | 雷功                  |                  |                   |                   |                    |                    |          |                      |                          |                    |                        | 不適用             |
| 陳豪     | 高捷                  |                  |                   |                   |                    |                    |          |                      |                          |                    |                        | 不適用             |
| 柯受良   | 柯志華                |                  |                   |                   |                    |                    |          |                      |                          |                    |                        | 不適用             |
| 陳惠敏   | 駱丙潤（駱駝）        |                  |                   |                   |                    |                    |          |                      |                          |                    |                        | 不適用             |
| 韓坤     | 八指叔                |                  |                   |                   |                    |                    |          |                      |                          |                    |                        | 不適用             |
| 黎淑賢   | 方婷                  |                  |                   |                   |                    |                    |          |                      |                          |                    |                        | 不適用             |
| 張耀揚   | 陳天雄（烏鴉）        |                  |                   |                   |                    |                    |          |                      |                          |                    |                        | 不適用             |
| 張耀揚   | 雷耀揚（奔雷虎）      |                  |                   |                   |                    |                    |          |                      |                          |                    |                        | 不適用             |
| 張耀揚   | 草刈朗                |                  |                   |                   |                    |                    |          |                      |                          |                    |                        | 不適用             |
| 鄭浩南   | 司徒浩南              |                  |                   |                   |                    |                    |          |                      |                          |                    |                        | 不適用             |
| 黃子揚   | 何勇                  |                  |                   |                   |                    |                    |          |                      |                          |                    |                        | 不適用             |
| 黃子揚   | 沙蜢                  |                  |                   |                   |                    |                    |          |                      |                          |                    |                        | 不適用             |
| 王俊棠   | 傻標                  |                  |                   |                   |                    |                    |          |                      |                          |                    |                        | 不適用             |
| 張敏     | 長毛傑                |                  |                   |                   |                    |                    |          |                      |                          |                    |                        | 不適用             |
| 關海山   | 白頭本                |                  |                   |                   |                    |                    |          |                      |                          |                    |                        | 不適用             |
| 秦沛     | 陳嘉南                |                  |                   |                   |                    |                    |          |                      |                          |                    |                        | 不適用             |
| 周比利   | 大頭仔教練            |                  |                   |                   |                    |                    |          |                      |                          |                    |                        | 不適用             |
| 王天林   | 七叔                  |                  |                   |                   |                    |                    |          |                      |                          |                    |                        | 不適用             |
| 陳翠兒   | 英姐                  |                  |                   |                   |                    |                    |          |                      |                          |                    |                        | 不適用             |
| 何潤東   | 雷復轟                |                  |                   |                   |                    |                    |          |                      |                          |                    |                        | 不適用             |
| 陳松勇   | 忠勇伯                |                  |                   |                   |                    |                    |          |                      |                          |                    |                        | 不適用             |
| 金士傑   | 金爺                  |                  |                   |                   |                    |                    |          |                      |                          |                    |                        | 不適用             |
| 楊雄     | 阿廣                  |                  |                   |                   |                    |                    |          |                      |                          |                    |                        | 不適用             |
| 千葉真一 | 草刈一雄              |                  |                   |                   |                    |                    |          |                      |                          |                    |                        | 不適用             |
| 安雅     | 草刈菜菜子            |                  |                   |                   |                    |                    |          |                      |                          |                    |                        | 不適用             |
| 王道     | 龍大                  |                  |                   |                   |                    |                    |          |                      |                          |                    |                        | 不適用             |
| 高振偉   | 威利                  |                  |                   |                   |                    |                    |          |                      |                          |                    |                        | 不適用             |
| 楊容蓮   | 路人                  |                  |                   |                   |                    |                    |          |                      |                          |                    |                        | 不適用             |
| 何嘉輝   | 警察                  |                  |                   |                   |                    |                    |          |                      |                          |                    |                        | 不適用             |
| 譚炳文   | 炳叔                  | 不適用           | 不適用            | 不適用            | 不適用             | 不適用             | 不適用   | 不適用               | 不適用                   | 不適用             | 不適用                 |                    |
| 丁羽     | 吉叔                  | 不適用           | 不適用            | 不適用            | 不適用             | 不適用             | 不適用   | 不適用               | 不適用                   | 不適用             | 不適用                 |                    |
| 倫裕國   | 亞國                  | 不適用           | 不適用            | 不適用            | 不適用             | 不適用             | 不適用   | 不適用               | 不適用                   | 不適用             | 不適用                 |                    |
| 詹瑞文   | 口水詹                | 不適用           | 不適用            | 不適用            | 不適用             | 不適用             | 不適用   | 不適用               | 不適用                   | 不適用             | 不適用                 |                    |
| 蔣祖曼   | Man姐                 | 不適用           | 不適用            | 不適用            | 不適用             | 不適用             | 不適用   | 不適用               | 不適用                   | 不適用             | 不適用                 |                    |
| 胡然     | 林超婷                | 不適用           | 不適用            | 不適用            | 不適用             | 不適用             | 不適用   | 不適用               | 不適用                   | 不適用             | 不適用                 |                    |
| 梁敏儀   | Anna姐                | 不適用           | 不適用            | 不適用            | 不適用             | 不適用             | 不適用   | 不適用               | 不適用                   | 不適用             | 不適用                 |                    |
| 駱應鈞   | Gordon Lam            | 不適用           | 不適用            | 不適用            | 不適用             | 不適用             | 不適用   | 不適用               | 不適用                   | 不適用             | 不適用                 |                    |
| 唐紫睿   | 十三妹女伴            | 不適用           | 不適用            | 不適用            | 不適用             | 不適用             | 不適用   | 不適用               | 不適用                   | 不適用             | 不適用                 |                    |
| 黃樹棠   | 棠叔                  | 不適用           | 不適用            | 不適用            | 不適用             | 不適用             | 不適用   | 不適用               | 不適用                   | 不適用             | 不適用                 |                    |
| 羅天池   | 阿寶                  | 不適用           | 不適用            | 不適用            | 不適用             | 不適用             | 不適用   | 不適用               | 不適用                   | 不適用             | 不適用                 |                    |
| 劉寶賢   | 阿寶                  |                  |                   |                   |                    |                    |          |                      |                          |                    |                        | 不適用             |
| 楊恭如   | 張美潤                |                  |                   |                   |                    |                    |          |                      |                          |                    |                        | 不適用             |
| 吳孟達   | 吹水達                |                  |                   |                   |                    |                    |          |                      |                          |                    |                        | 不適用             |
| 程東     | 咸濕                  |                  |                   |                   |                    |                    |          |                      |                          |                    |                        | 不適用             |
| 黃家諾   | James                 |                  |                   |                   |                    |                    |          |                      |                          |                    |                        | 不適用             |
| 方中信   | 可樂                  |                  |                   |                   |                    |                    |          |                      |                          |                    |                        | 不適用             |
| 金興賢   | 阿豹                  |                  |                   |                   |                    |                    |          |                      |                          |                    |                        | 不適用             |
| 梁咏琪   | 駱詠芝                |                  |                   |                   |                    |                    |          |                      |                          |                    |                        | 不適用             |
| 石修     | Chris Chong           |                  |                   |                   |                    |                    |          |                      |                          |                    |                        | 不適用             |
| 姜皓文   | 福哥                  |                  |                   |                   |                    |                    |          |                      |                          |                    |                        | 不適用             |
| 李麗麗   | 金姐                  |                  |                   |                   |                    |                    |          |                      |                          |                    |                        | 不適用             |
| 李永豪   | 駱詠濠                |                  |                   |                   |                    |                    |          |                      |                          |                    |                        | 不適用             |

## 概要

### 故事設定
《古惑仔電影系列》摒棄以往香港黑幫片中，集中在黑幫老大的故事設定。正傳系列主角講述陳浩南由青年時期加入社團「洪興社」後，闖蕩江湖的人生，每集均圍繞社團內部爾虞我詐、勾心斗角、唯利是圖，與敵方暗中勾結，以及敵方社團之間的利益衝突、明爭暗鬥、意圖獨霸天下等，當中經歷包括被敵方陷害、出賣、背叛、同伴被殺、清除異己、逐出幫派、復仇、爭權奪利、罷黜、篡位、臥底、警方牧師介入調解等，最後化解矛盾而結束。系列電影着重描寫「兄弟之情」和「江湖之義」（「義氣」），角色間的愛情、家庭觀，亦隱含政治隱喻及諷刺時事的元素、誤入黑社會的無奈。

### 與原著漫畫異同
整個電影系列均沒有原著漫畫角色「立花正仁」或「原青男」。

### 電影宇宙
編劇文雋以原著漫畫角色為原型編寫「正傳」，而部份「正傳」角色因電影市場反應而被獨立開拍「人物外傳」，加入更多新元素如愛情，家庭觀等，並在日後拍攝的系列影片相互客串，令角色更具立體感，在商業取得成功後，在增加娛樂性的同時，以構成系列內角色及共同時空設定成的電影虛構世界或共同世界，又稱為「古惑仔電影宇宙」， 「人物外傳」或「前傳」電影會加上「少年激鬥篇」、「情義篇」、「激情篇」、「友情歲月」等副題以作識別。
角色「十三妹」出現於「前傳」《新古惑仔之少年激鬥篇》、「正傳」《97古惑仔之戰無不勝》、「人物外傳」《古惑仔情義篇之洪興十三妹》、「正傳」《98古惑仔之龍爭虎鬥》、「人物外傳」《友情歲月之山雞故事》、「正傳」《勝者為王》，而當中《古惑仔情義篇之洪興十三妹》中「正傳」的正派反派角色皆悉數出場，結尾更是陳浩南帶領洪興成員客串，為電影拉開宏大格局的同時，再重新回到「正傳」風格當中。「十三妹」在《古惑仔情義篇之洪興十三妹》中上夜校英文班的情節，亦與「正傳」《98古惑仔之龍爭虎鬥》最後一幕拳擊比賽中，「十三妹」與外國女仕以英文作交談呼應。
而「前傳」《新古惑仔之少年激鬥篇》中，少年包皮在砵蘭街撞到「十三妹」等人的情節在時間節點上與「人物外傳」《古惑仔情義篇之洪興十三妹》關聯起來。
「人物外傳」《古惑仔激情篇洪興大飛哥》則描寫角色「大飛」的家庭關係，以親情為主，洪興白紙扇「陳耀」、「基哥」這些洪興元老級成員均有客串。
「人物外傳」《友情歲月之山雞故事》則描寫山雞的人生愛情觀為主，其他洪興成員均有客串。
角色「大頭仔」於「前傳」《新古惑仔之少年激鬥篇》 與主角陳浩南同一拳館內結識，亦於「正傳」《98古惑仔之龍爭虎鬥》交代少年時與陳浩南相識的過去。
此外，牛佬同名漫畫改編電影——《洪興仔之江湖大風暴》 同屬洪興社「大佬B」、「基哥」角色及東星社設定的平行宇宙，但未有陳浩南等角色在劇中。

### 正傳及人物外傳時間線
- 人物外傳《友情歲月之山雞故事》：以插敍交代山雞、大天二、包皮等小時候在屋村的童黨生活及成長，大佬B亦曾教訓過他們，當中沒有陳浩南的設定，是對應前傳《新古惑仔之少年激鬥篇》中陳浩南對黑社會非常反感，亦對應後來《97古惑仔之戰無不勝》中陳浩南在班房向學生告誡誤入黑社會的無奈 ，亦對應正傳故事中除了第五集沒有林牧師角色外，陳浩南一方與林牧師的講道沒有抗拒
- 前傳《新古惑仔之少年激鬥篇》: 記述陳浩南少年時（修正設定為1989年）在校內與山雞等人的成長，及後跟隨大佬B、與大頭仔楊添相識的經歷，少年包皮在砵蘭街遇到角色十三妹
- 人物外傳《古惑仔情義篇之洪興十三妹》:前部份交代有關洪興社成員吹水達與十三妹的父女情，大佬B的早年生活
- 正傳《古惑仔之人在江湖》：正傳首集， 劇中開始少年陳浩南(設定為1985年)等人在藍田配水庫遊樂場足球場被靚坤欺負的一幕在《新古惑仔之少年激鬥篇》中呼應
- 正傳《古惑仔2之猛龍過江》：大飛角色出場，與陳浩南化敵為友；補回並交代《古惑仔之人在江湖》中山雞往台灣所發生的事，劇終角色細細粒撞車昏迷不醒為續集埋下伏筆
- 正傳《古惑仔3之隻手遮天》：東星社的坐館駱駝角色，繼《新古惑仔之少年激鬥篇》後再度出場
- 正傳《97古惑仔之戰無不勝》：角色十三妹以堂主身份出場，山雞參選屯門區堂主選舉之爭
- 人物外傳《古惑仔情義篇之洪興十三妹》: 描寫十三妹的愛情觀和家庭
- 人物外傳《古惑仔激情篇洪興大飛哥》: 描寫大飛的家庭
- 正傳《98古惑仔之龍爭虎鬥》：山雞角色並沒有在故事中，回憶大頭仔楊添與陳浩南少年時的經歷，陳浩南祖母的角色繼《新古惑仔之少年激鬥篇》与《古惑仔3之隻手遮天》後再度出場
- 人物外傳《友情歲月之山雞故事》：交代林淑芬(牧師女兒)的去向，以第三人稱補回並交代山雞的愛情觀和家庭
- 正傳《勝者為王》：以山雞一方的三聯幫與日本山口組結盟，正傳最後一集

### 角色原型
- 陳浩南、鄧智勇（大佬B）：原型為演員吳志雄的自身經歷，包括年青時加入黑幫組織源由，管理銅鑼灣地區的娛樂場所，是本系列電影的顧問之一[6]
- 林牧師、林淑芬(林牧師女兒)：電影原創角色，原型為傳道人陳慎芝，洪漢義（Teddy）和劉冬青等人的自身經歷。包括陳慎芝曾加入黑幫組織慈雲山十三太保，染上毒癮，接受福音戒毒後成為牧師傳播福音，調停黑道幫派間撞突 [7] ；洪漢義曾為黑社會首領和毒販，接受福音戒毒後努力向黑社會成員傳福音，把黑社會成員帶入教會[8]； 劉冬青曾為黑社會毒犯，後變傳道人，傳道對象面向江湖中人；李健明同為慈雲山十三太保成員，後成為牧師
- 吹水基（基哥）：原型為演員李兆基 [9]的自身經歷，包括曾為黑幫慈雲山十三太保小頭目，亦是本系列電影的顧問之一[10]
- 《古惑仔之人在江湖》大傻哥（西貢南圍村代表）：原型為演員成奎安的自身經歷，於區議會選舉中，工作人員不讓他投票，造成一番風波，在《古惑仔之人在江湖》中一句經典對白 :「在新界有誰不給我大傻哥面子？連上次我投不到票也可以上電視呀！」
- 大頭仔（楊添）：原型為演員陳惠敏的自身經歷，曾為黑幫雙花紅棍，於拳館內教授自由搏擊
- 十三妹：原型為澳門商人司徒玉蓮 ，經營房地產生意及涉足澳門博彩業，被江湖人仕稱為「大家姐」
- 《98古惑仔：龍爭虎鬥》「陳嘉南」：影射當年7、80年代東南亞赴港發展，之後曾爆發轟動一時的「佳寧案」的星洲商人「陳松青」，「陳嘉南」角色所屬的公司「嘉南集團」影射正是「佳寧集團」，而該電影片尾亦有略略提過陳松青。

### 虛構社團設定
- 香港洪興社
- 香港東星社(漫畫設定為東英社)
- 香港長樂社
- 香港聯和堂
- 臺灣三聯幫
- 日本山田組

洪興社十二位堂主，又稱為揸FIT人
- 尖沙咀的堂主是太子（盧惠光飾演）
- 葵青的堂主是韓賓（尹揚明飾演）
- 旺角的堂主、洪興社草鞋是靚坤（吳鎮宇飾演）
- 砵蘭街的堂主是十三妹（吳君如飾演）
- 銅鑼灣的堂主是陳浩南，原是大佬B（鄭伊健飾演）
- 北角的堂主是大飛，原是肥佬黎（黃秋生飾演）
- 屯門的堂主是山雞，原是恐龍（陳小春飾演）
- 西環的堂主是基哥（李兆基飾演）
- 觀塘的堂主是大天二（謝天華飾演）
- 堂主 （倫裕國客串）
- 堂主 （牛佬客串）
- 堂主 （邱瑞新客串）
- 洪興社軍師（白紙扇）是陳耀（李道瑜飾演）

東星五虎
- 東星笑面虎吳志偉（吳志雄分飾），於《古惑仔3之隻手遮天》登場
- 東星金毛虎烏鴉，（張耀揚分飾），於《古惑仔3之隻手遮天》登場
- 東星擒龍虎司徒浩南，（鄭浩南飾演），於《98古惑仔：龍爭虎鬥》登場
- 東星奔雷虎雷耀揚，（張耀揚分飾），於《97古惑仔：戰無不勝》登場
- 東興下山虎可樂，（方中信飾演），於《古惑仔情義篇之洪興十三妹》登場

### 社團及相關用語
- 跟大佬
- 選坐館
- 勾義嫂
- 執行家法
- 投長紅
- 關義哥
- 龍頭大會
- 揸fit人(地區堂主)
- 疊馬
- 拖馬

### 誤入黑社會的無奈
- 在正傳《人在江湖》中，眾人在澳門被害後，感嘆「古惑仔預左一隻腳見閻羅王，一隻腳入差房」
- 在正傳《97古惑仔之戰無不勝》中，陳浩南在班房向中學生用自己的實際經歷告誡那些模仿者、崇拜他的後輩，誤入黑社會的無奈

### 義氣
- 在正傳《隻手遮天》中，東星社的社長在拜了關義哥之後，對烏鴉說：「我們鄉下人是最講究傳統的，尤其是進入黑社會，更要講義氣。」

### 家庭關係
- 前傳《新古惑仔之少年激鬪篇》中，陳浩南和祖母，母親和後父的關係。
- 正傳《人在江湖》𡃁坤為母親舉辦壽宴和孝順的一面。
- 正傳中山雞與台灣三聯幫柯志華的親情。
- 正傳中林牧師與女兒的關係。
- 正傳中大飛與KK的兄妹關係。
- 正傳中包皮與蕉皮的兄弟關係。
- 正傳中蔣天養與蔣天生的兄弟關係。
- 在正傳《龍爭虎鬥》中，年夜飯、陳浩南祖母給眾人派利是的場景。
- 正傳《戰無不勝》中，蔣天養稱洪興係其祖先所創立。
- 人物外傳《古惑仔激情篇洪興大飛哥》中，描寫大飛的和私生子「善仔」的父子關係。
- 人物外傳《古惑仔情義篇之洪興十三妹》中，描寫十三妹的與父親洪興成員「吹水達」的父女關係。

### 愛情
- 正傳前三部曲中描寫陳浩南與細細粒之間的愛情故事；在正傳《97古惑仔之戰無不勝》中，陳浩南與欣欣的愛情，更穿插了古惑仔之一大天二結婚的場景； 正傳第五及六集，陳浩南與鄧美玲之間的愛情。
- 山雞正傳第一集與可恩相戀；正傳第二集與反派丁瑤有過一段不倫之戀；正傳第三集及第四集與牧師女兒林淑芬相戀；正傳第六集與草刈菜菜子結婚；人物外傳《友情歲月之山雞故事》與駱詠芝從小青梅竹馬，更以第三人稱側面描述山雞年青時的人生和愛情觀。
- 人物外傳《古惑仔情義篇之洪興十三妹》中，描寫「十三妹」的愛情觀，包括與角色「可樂」的異性戀和與張美潤的同性戀。

### 政治隱喻
- 正傳第一集《古惑仔之人在江湖》拍攝時香港回歸倘未發生，而黑幫電影於當時能代表香港人的心態-「對於未來的茫然和思考，個人力量勝於一切，希望用一己之力改變庸常的命運」[11]，當中劇情涉及角色大傻在區議會選舉中工作人員不讓他投票的對白——「在新界有誰不給我大傻哥面子？連上次我投不到票也可以上電視呀！」；劇情中以「民主選舉」投票選出社團領導人的競選情節，使用「反英雄」的形式來闡述對香港回歸之後的憂心忡忡，來揶揄身份交替。[12]

- 正傳第二集《古惑仔2之猛龍過江》則是諷刺現實中政治人物與黑道老大互相勾結的臺灣黑金政治，劇中開始酒吧開張派對區議員誤與社團結交的黑色幽默

- 正傳第三集《古惑仔3之隻手遮天》，以銅鑼灣借代現實中的台灣，諷喻是銅鑼灣是幫派洪興社的固有疆域，不願意其他政權（幫派東星社）干預。劇終角色駱駝出葬禮一幕，角色台灣三聯幫柯志華稱「我地三聯幫就中立嘅，後面個三個就唔知」，暗喻台灣就「海峽兩岸關係」上三不政策的政治立場。

- 正傳第四集《97古惑仔之戰無不勝》，片名特意加上97兩字，並於香港主權移交前夕上映，劇中洪興社的話事人改朝換代，暗喻香港主權移交，電影中新洪興社掌權者到港的情景更在剛興建完成通車啟用的青馬大橋上取景，劇中「幫派洪興社屯門區領導人票選辯論大會」影射正值現實中的1996年香港特別行政區行政長官選舉，劇中一句對白諷喻洪興社新領導人蔣天養並未熟讀中國己故領導人毛澤東毛語錄一句「槍桿子裏面出政權」。

- 正傳第五集《98古惑仔之龍爭虎鬥》，當時香港主權已經移交中國，片名特意加上98兩字，劇中以「兩個浩南」之間鬥爭諷喻主權爭奪及一句對白「銅鑼灣只有一個浩南」諷喻「世界上只有一個中國」的政治論述和國際外交政策。

- 正傳第六集《勝者為王》，拍攝時為2000年中華民國總統選舉，劇中反派「登基」成爲黑道盟主與現實中陳水扁總統就職典禮平行剪接，亦是一如正傳第二集對台灣黑金政治的諷喻。[13]編劇刻意加入原創角色「端木若愚」，這個長相與陳浩南已故女友細細粒相同的角色，以證陳浩南還對舊情留戀， 而陳浩南當時女友「鄧美玲」更與「端木若愚」宣示主權的一幕，暗喻香港人還留戀以往97年主權回歸前的生活。

- 前傳《新古惑仔之少年激鬥篇》，以1989年為背景，電影劇中新聞報導現實中的「六四事件」的電視新聞報導，以「洪興」與「東星」大廝殺血流成河，以平行剪接方式對比「六四事件」電視新聞的衝突畫面，旁邊字幕打出「有人為了爭取民主自由而流血，有人為了個人理想而流血，也有人不知為了什麼而流血」的旁白[14]。

### 電檢尺度之影響
電影因為電檢尺度關係，比原著漫畫較為英雄化和美化主角陳浩南，包括用情專一，不涉及毒品，不戀棧權力，性格內斂等 。
電影加入真實經歷改編的原創電影角色——林牧師。縱觀正傳六部電影，林牧師除了第五部之外，其他都有出演，林牧師曾為黑社會毒販後來成為傳道人，一直於劇中勸喻陳浩南山雞等洪興社成員向善，離開黑道，加入教會，和山雞成了亦師亦友的關係，山雞對林牧師言聽計從，非常尊敬，還跟林牧師女兒林淑芬成為朋友。

#### 香港
黑幫電影反映了社會的變遷。香港回歸後，電檢處在審核電影內容方面變得更為保守，若電影名稱再用《古惑仔》三字，很大機會被評定為三級電影，即未滿18歲的觀眾不能入場觀賞，製片商不願意冒風險再開拍下去。
古惑仔正傳系列的第五集《98古惑仔：龍爭虎鬥》，是系列中唯一一部賀歲片，以商戰為題材，內容涉及娛樂博彩業之間的糾紛，減去了角色林牧師解決社團沖突以及主角與角色山雞的友情描寫，當中主角陳浩南在戲中更向警方聯絡尋求協助調解社團沖突，電影結尾並非以幫派街頭斯殺，反以合法的拳擊比賽完結故事。
古惑仔正傳系列的第六集《勝者為王》是終結篇，是六集當中唯一一套不以「古惑仔」作爲主戲名的電影。與以往五集古惑仔不同，並非以暴力、黑社會作為招濫，題材方面亦較政治化，劇中特意安排在陳水扁就職宣傳期間拍攝一場黑幫就職場面，以營造影射台灣政府效果。

##### 社會輿論
1997年秀茂坪邨有數名年青人模仿電影中的古惑仔情節。

#### 新加坡和马来西亚
由於星加坡和馬來西亞電檢尺度嚴厲，《古惑仔之人在江湖》於該市場名為《新警察故事之人在江湖》，《古惑仔2之猛龍過江》於該市場名為《新警察故事2之猛龍過江》，《古惑仔3之隻手遮天》於該市場名為《新警察故事3之隻手遮天》。
故事改為主角身為香港皇家警察的陳浩南督察，是被警司委派潛伏於洪興社的臥底，拜於大佬B門下和深得蔣天生的信任，並穿插陳浩南督察與警司會報洪興社的搜集證據， 陳在結局中𡃁坤死後陳浩南回歸警隊，並交代山雞、大天二和包皮其後被捕入獄。

### 片尾彩蛋
正傳第五集《98古惑仔：龍爭虎鬥》的片尾彩蛋，角色陳浩南以「風神腿」一招擊敗角色司徒浩南，為同一電影製作公司嘉禾開拍的香港電影《風雲：雄霸天下》同一演員鄭伊健所演的聶風角色「亂入」。
另一電影公司開拍的香港電影《行運一條龍》的片尾彩蛋，由吳君如飾演「姣婆四」角色， 以電影《古惑仔情義篇之洪興十三妹》中砵蘭街堂主「十三妹」造型「亂入」及「惡搞」，當中有一幕有大批黑幫成員出場的情節，對白更揶揄「都話黑社會靠不住啦」， 而《古惑仔情義篇之洪興十三妹》和《行運一條龍》均為1998年1月同一檔期上映的賀歲片。
《古惑仔：江湖新秩序》的片尾彩蛋，角色「細細粒」於最後一幕登場，為續集埋下伏筆。

### 呼應現實彩蛋
《古惑仔之人在江湖》劇中角色「大傻哥」，為其參演的演員成奎安現實中的綽號，他的對白「在新界有誰不給我大傻哥面子？連上次我投不到票也可以上電視呀！」為現實中所發生的真人真事。
《古惑仔之人在江湖》劇中角色「林牧師」在劇中的綽號「重炮」，為其參演的演員林尚義現實中身為職業足球員時期的綽號。
《古惑仔2之猛龍過江》劇中角色大飛哥在夜總會的對白「嘉玲、青霞、曼玉」，為現實中香港演員劉嘉玲、林青霞、張曼玉的名字的簡稱。
《古惑仔3之隻手遮天》劇中角色肥屍對白「洪興吓話？我黃興㗎，呢個黑興，呢個「葉玉卿」」呀。」，葉玉卿為現實中香港演員的名字。
《古惑仔3之隻手遮天》劇中角色林牧師在便利店與角色山雞對白提及「蠟筆小新」，蠟筆小新為現實中日本漫畫的名字。
《97古惑仔：戰無不勝》劇中角色陳浩南和山審在課室的對話「周星馳演韋小寶，乜唔係劉松仁咩？」，「陳近南」，周星馳和劉松仁為現實中香港演員的名字，韋小寶和陳近南為現實中金庸《鹿鼎記》的小說角色。
《勝者為王》劇中報導現實台灣陳水扁就職。
《新古惑仔之少年激鬥篇》劇中一幕演巢皮角色的袁偉豪被取笑對白「望咩呀？飲你既維他奶啦！」，現實中袁偉豪在電影上映前（1998年）曾替維他奶拍攝廣告。劇中一幕演包皮角色和山雞角色在調侃期間提及Beyond樂隊及日本漫畫多啦A夢中角色「技安」，現實中Beyond樂隊為電影背景1989年的流行樂隊；而多啦A夢及「技安」是現實中日本漫畫的名字及角色，多啦A夢香港配音演員林保全女兒林芷筠為劇中巢皮角色女友。劇中新聞報導現實中發生的「六四事件」。

### 選角
原著牛佬的心目中 ，鄭伊健飾大天二，劉德華才是陳浩南，金城武是山雞 ，任達華是大飛 ，周潤發是蔣天生，黃秋生是靚坤。
90年代的劉德華，已經拍攝了《旺角卡門》、《獄中龍》、《天若有情》、《衝擊天子門生》等一系列黑社會電影，劉德華才是最早在香港電影中演古惑仔的，可謂古惑仔影視形象的鼻祖。也正因為如此，處於商業考慮的王晶，第一個想法就是找劉德華來演陳浩南這個角色，但劉德華放棄了這個角色。劉德華在訪問坦言：「當時報道上說劉德華拍這樣黑社會角色的太多了，但是劉德華作為有社會責任感的藝人，為了避免影響形象，所以就拒絕了」。
其後劉德華於2002年參演了同一導演劉偉强的《無間道系列》黑幫臥底角色。
另外，何家勁長相外形十分貼合漫畫角色，當時何家勁主演的電視版《中華英雄》反響不俗，他在裏面飾演的是主角華英雄，也是陳浩南角色的初選，最後因檔期問題未能參與演出。
最後王晶找到當時拍古裝片留長髮的鄭伊健扮演的陳浩南。
女演員舒淇是唯一演員演遍正傳的第五和第六集中陳浩南女友「鄧美玲」、前傳的少年浩南曖昧對象「阿菲」，人物外傳《洪興十三妹》中十三妹的好友「刀疤淇」，以及牛佬
授權改編電影《紅燈區》夜場女子「明明」四個不同角色。

### 易角
角色KK，第二集及第三集由譚小環；第四集由張文慈飾演

### 分飾
由於電影中情節推進，正傳中主角一方的角色去世，如
- 第一集：大佬B（吳志雄 飾）、巢皮（朱永棠 飾）；
- 第三集：蔣天生（任達華 飾）、細細粒（黎姿 飾）；
- 第四集：大天二（謝天華 飾）；
- 第五集：蕉皮（朱永棠 飾）；

部份角色的演員在續集會以分飾另一個角色：
- 朱永棠
  - 第一集的巢皮
  - 第二至五集的蕉皮
  - 第六集的三聯幫殺手
- 吳志雄
  - 第一集及第四和第五集回憶片段為大佬B
  - 第三集笑面虎
- 張耀揚
  - 第三集烏鴉
  - 第四集耀揚
  - 第六集草刈朗
- 黎姿
  - 第一至三集的細細粒
  - 第六集的端木若愚
- 謝天華
  - 第一至四集的大天二
  - 第六集的Michael
- 梁焯滿
  - 第三集肥屍
  - 第四集生嘢

特約演員分飾：
- 楊容蓮
  - 第一集升降機乘客
  - 第三集為街上通知淑芬情況並向林牧師求助的街坊
  - 第四集為「大天二」與「KK」中式婚禮的大妗姐

### 場景
正傳中均有多個相類似的場景互相呼應，
- 第一集和第三集的藍田配水庫遊樂場七人足球場
- 第一集和第二集的夜總會
- 第一集、第三集和第六集的葬禮
- 第一集和第四集的投票
- 第一集澳氹大橋和第四集青馬大橋
- 第二集和第六集的台灣街景
- 第三集和第五集的酒樓
- 第二集和第五集的酒吧

### 取景
- 正傳的六部作品中每一部也有到不同的外地取景。

| 片名               | 外地       |
| ------------------ | ---------- |
| 古惑仔之人在江湖   | 澳門       |
| 古惑仔2之猛龍過江  | 台灣、澳門 |
| 古惑仔3之隻手遮天  | 荷蘭       |
| 97古惑仔之戰無不勝 | 泰國       |
| 98古惑仔之龍爭虎鬥 | 大馬       |
| 勝者為王           | 日本、台灣 |

- 新傳以部份劇情以香港蘭桂坊取景。

## 原班人馬聯合演出影視作品

### 電視
- 1999年無綫電視《雙面伊人》：鄭伊健、謝天華、林晓峰

### 電影
- 《人細鬼大之3個Handsup的少年》（1996年）：谢天华、朱永棠、林晓峰、舒淇、陈小春
- 《風雲：雄霸天下》（1998年）：正傳導演劉偉強另一部香港漫畫改編電影，鄭伊健、千葉真一、謝天華、朱永棠、吳志雄、黃秋生、李兆基、尹揚明、楊恭如、舒淇、張耀揚等本系列電影演員有份參與
- 《中華英雄》（1999年）：正傳導演劉偉強另一部香港漫畫改編電影，鄭伊健、舒淇、林曉峰、黃秋生、吳鎮宇、鄭浩南等本系列電影演員有份參與
- 《烈火戰車2之極速傳說》（2000年）：正傳導演劉偉強執導的賽車電影，鄭伊健、任達華、林曉峰、梁焯滿、柯受良、陳豪及夏萍有份參與，當中梁焯滿再度以「肥屍」一角參演
- 《九龍冰室》（2001年）：演員包括鄭伊健，莫文蔚，故事以黑社會風雲人物浪子回頭為題材，故事與本系故事毫無關連
- 《黑勢力》（2008年）：中國內地名稱《再見古惑仔》：演員包括陈小春
- 《飛砂風中轉》（2010年）：導演莊文強 ，演員包括鄭伊健，陳小春  ，劇名以電影『我在黑社會的日子』周潤發主唱的主題曲『飛砂風中轉』致敬，故事以惡搞和黑色幽默的喜劇[20]
- 《黃金兄弟》（2018年）：由正傳原班人馬18年後再度合作，主要演員包括鄭伊健、陳小春、謝天華、林曉峰及錢嘉樂，導演劉偉強客串，故事與本系故事或黑幫毫無關連，是一部集合兄弟情、動作元素的電影[21]
- 《熱血燃燒》（2024年）：由正傳原班人馬24年後再度合作，主要演員包括陳小春、謝天華、朱永棠等前風火海組合領銜主演，秦沛、林曉峰特別主演

### 演唱會
鄭伊健、陳小春、謝天華、錢嘉樂和林曉峰 5位本系列主要演員以音樂組合形式演唱，主題稱為「歲月友情」
- 2004年7月31日 《小春×伊健好兄弟音樂會》 由於電影成功，鄭伊健與陳小春以兄弟形式在香港九龍灣國際展貿中心舉行演唱會，還特別請得林曉峰及錢嘉樂擔任表演嘉賓
- 2013年11月7-10日 《歲月友情演唱會》 鄭伊健、陳小春、謝天華、錢嘉樂和林曉峰在香港紅磡體育館開辦的演唱會舉行
- 2014年8月27-28日 《香港夏日流行音樂節 2014》之《歲月友情演唱會》，五子再次以歲月友情在香港紅磡體育館開辦演唱會
- 2014年5月10日 《歲月友情演唱會》澳門站 在澳門金光綜藝館舉行
- 2015年9月6日 《歲月友情演唱會》美國站 在美國內華達州 Reno Events Center舉行
- 2015年10月至2016年7月《歲月友情演唱會 一起兄弟篇》於內地19處地方及馬來西亞巡迴演出[22]